# Teresa d’Entença
Teresa d’Entença († 28. Oktober 1327 in Saragossa) war eine Gräfin von Urgell und aragónesische Königinmutter. Sie war die ältere Tochter des Barons Gombau d’Entença († 1304/08) und der Constança d’Antillón; ihre jüngere Schwester hieß Urraca.
Von ihrem Vater hatte Teresa die Baronie von Alcolea und diverse Burgen im Königreich Valencia geerbt. Im Jahr 1314 wurde sie von ihrem Großonkel mütterlicherseits, Graf Ermengol X. von Urgell, zu dessen testamentarische Erbin bestimmt, unter der Voraussetzung, dass sie mit dem aragónesischen Thronerben Don Alfons († 1336) verheiratet werde. Die Grafschaft Urgell hatte sich faktisch seit 1276 im Besitz der Krone Aragón befunden, nachdem König Peter III. sie gewaltsam annektiert hatte. Diesen Zustand hatte der letzte Graf durch die Verheiratung seiner Erbin mit dem zukünftigen König juristisch legitimieren wollen, um den generationenalten Streit um Urgell zu beenden.
Die Hochzeit wurde am 10. November 1314 in Lleida begangen, der Ehevertrag datiert auf den 11. November. Die Kinder aus der Ehe waren:
- Alfons (* 1315, † 1317).
- Konstanze (* um 1318, † 1346); ⚭ 1336 mit König Jakob III. von Mallorca (1315–1349).
- Peter IV. (* 1319, † 1387), König von Aragón, König von Valencia, König von Sardinien, Graf von Barcelona und König von Mallorca.
- Jakob (* 1321, † 1347), Graf von Urgell.
- Friedrich (* 1325, starb jung).
- Isabella (* 23. Oktober 1327, † Oktober 1327).
- Sancho (* 23. Oktober 1327, † 24. Oktober 1327).

Am 20. Oktober 1327 hatte Teresa in Saragossa ihr Testament verfasst und war kurz darauf am 28. Oktober nach der Geburt von Zwillingen gestorben, nur wenige Tage bevor ihr Schwiegervater im November des Jahres verstarb und ihr Mann als Alfons IV. die Nachfolge im Königtum antreten konnte. Sie wurde in dem Konvent der Franziskaner in Saragossa bestattet. Mit ihrem Tod konnte die Grafschaft Urgell nun auch de jure mit dem Krongut vereint und im Jahr darauf an ihren zweiten Sohn gegeben werden.